# International Executive Search Federation
Die IESF Group International ist eine Personalberatung mit Schwerpunkt auf Executive Search.
Die IESF Group International wird in der Regel von einer international tätigen Firma oder einem Konzern bei der Suche und Besetzung, Executive Search International von vakanten Manager- und Schlüsselpositionen eingesetzt. Weitere Dienstleistungen in Assessment und Management Development vervollständigen das Leistungspaket. Die IESF Group hat ihren Hauptsitz in Zürich, Schweiz, und wurde 1997 von Frank Zwicky gegründet. Die IESF Group hat eigene Niederlassungen in Europa (Zürich, Basel, Wien, Berlin, London, Paris, Brüssel, Prag, Athen, Sofia, Istanbul) und Business Partner in Nord- und Südamerika, Asien und Afrika. Frank Zwicky führt die Gruppe als Managing Director. Die wesentlichen Branchen Schwerpunkte sind:
- Automotive & Industry
- Chemicals, Pharmaceuticals and Life Sciences
- FMCG, Retail and Luxury
- IT & Technology